# Рыжая рысь
Рыжая рысь, или красная рысь (лат. Lynx rufus), — вид рысей родом из Северной Америки.

## Этимология
В английском языке в отличие от других видов рысей, обозначаемых словом англ. lynx, рыжая рысь обозначается словом англ. bobcat, буквально означающее «короткохвостый кот», из-за короткого «обрубленного» (англ. bobbed) хвоста с чёрным кончиком, от которого она и получила своё название. В последнее время варваризм «бобкэт» в качестве дополнительного обозначения рыжей рыси получает распространение и в русском языке.

## Внешний вид

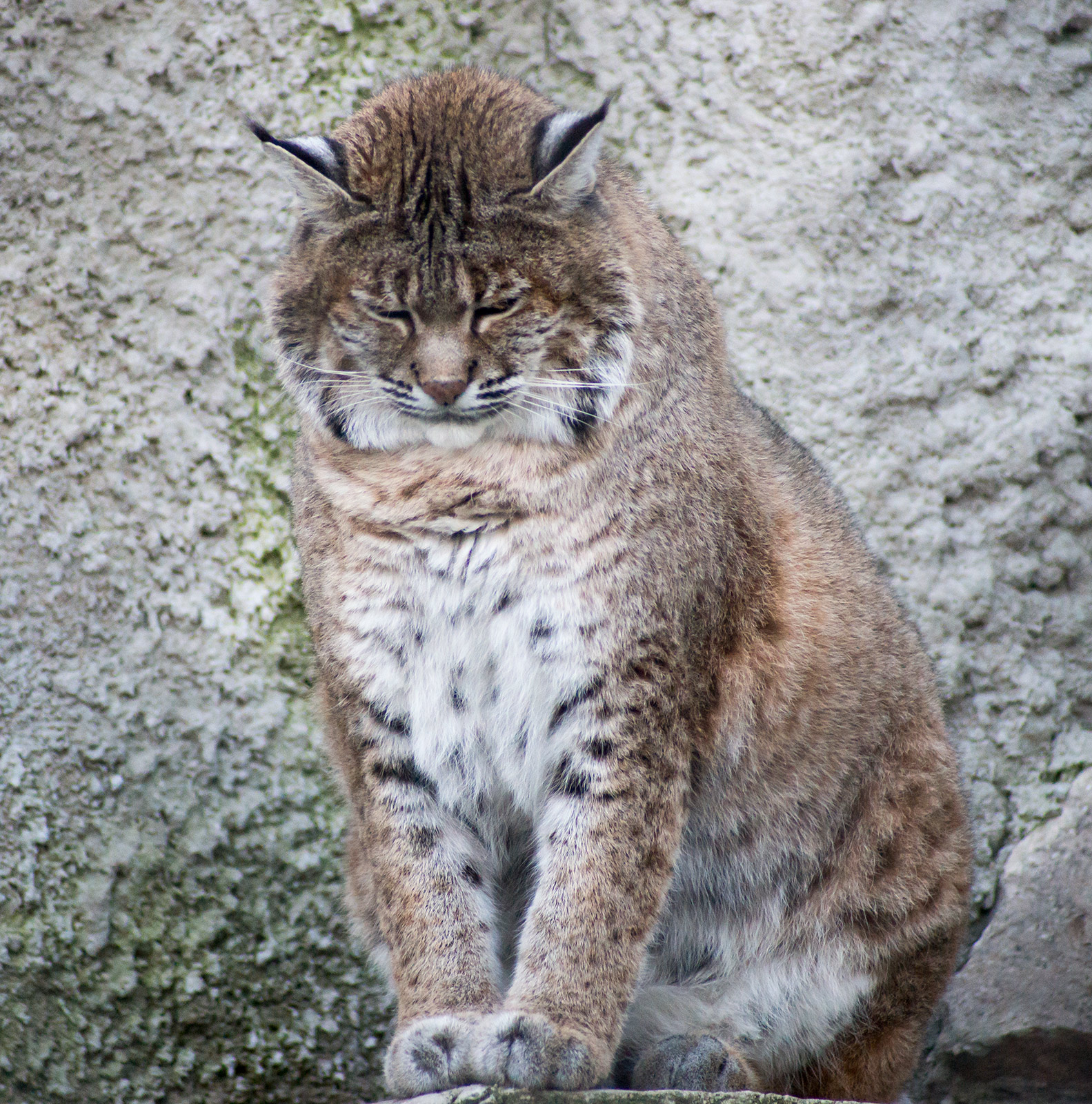
Красная рысь в Московском зоопарке

Внешне это типичная рысь, но более мелкая, чем обыкновенная рысь. Она не такая длинноногая и широколапая, поскольку по ареалам ей не нужно ходить по глубокому снегу, более короткохвостая. Уши заостренные с черными кончиками, с короткими черными кисточками.
Длина тела рыжей рыси от головы до основания характерного короткого хвоста 50—125 см, в среднем — 90 см. Высота в холке 30—60 см. Взрослые самцы могут весить от 6,4 до 18,3 кг; самки 4—15,3 кг. Самая крупная рысь, измеренная за всю историю наблюдений, весила 22,2 кг (по другим данным она достигала 27 кг). Кроме того, в отчете от 20 июня 2012 году говорилось о рыжей рыси, убитой в Нью-Гэмпшире, с указанием веса животного в 27 кг. Самые крупные рыси были зарегистрированы в восточной Канаде и северной части Новой Англии, а самые маленькие — в южных Аппалачах. В соответствии с правилом Бергмана рыжая рысь становится крупнее в своём северном ареале.
Общий тон окраски рыже-бурый с серым оттенком, с черными пятнами и полосами на теле и тёмными полосами на передних лапах и хвосте. В отличие от других рысей (например, канадской или обыкновенной), рыжая рысь имеет белую отметину на внутренней стороне кончика хвоста, тогда как у других рысей он полностью чёрный. У рыси в пустынных районах на юго-западе самая светлая шерсть, а у рыси в северных лесных районах самая темная. Котята рождаются с хорошо сформированным мехом и сразу имеют пятна в окрасе. Южные подвиды рыси имеют больше черных отметин, чем северные. Встречаются особи полностью чёрного (меланисты) и белого цвета (альбиносы), причем первые — только во Флориде.
Мексиканская рысь — самый маленький из подвидов, она вырастает примерно в два раза больше домашней кошки.

## Распространение

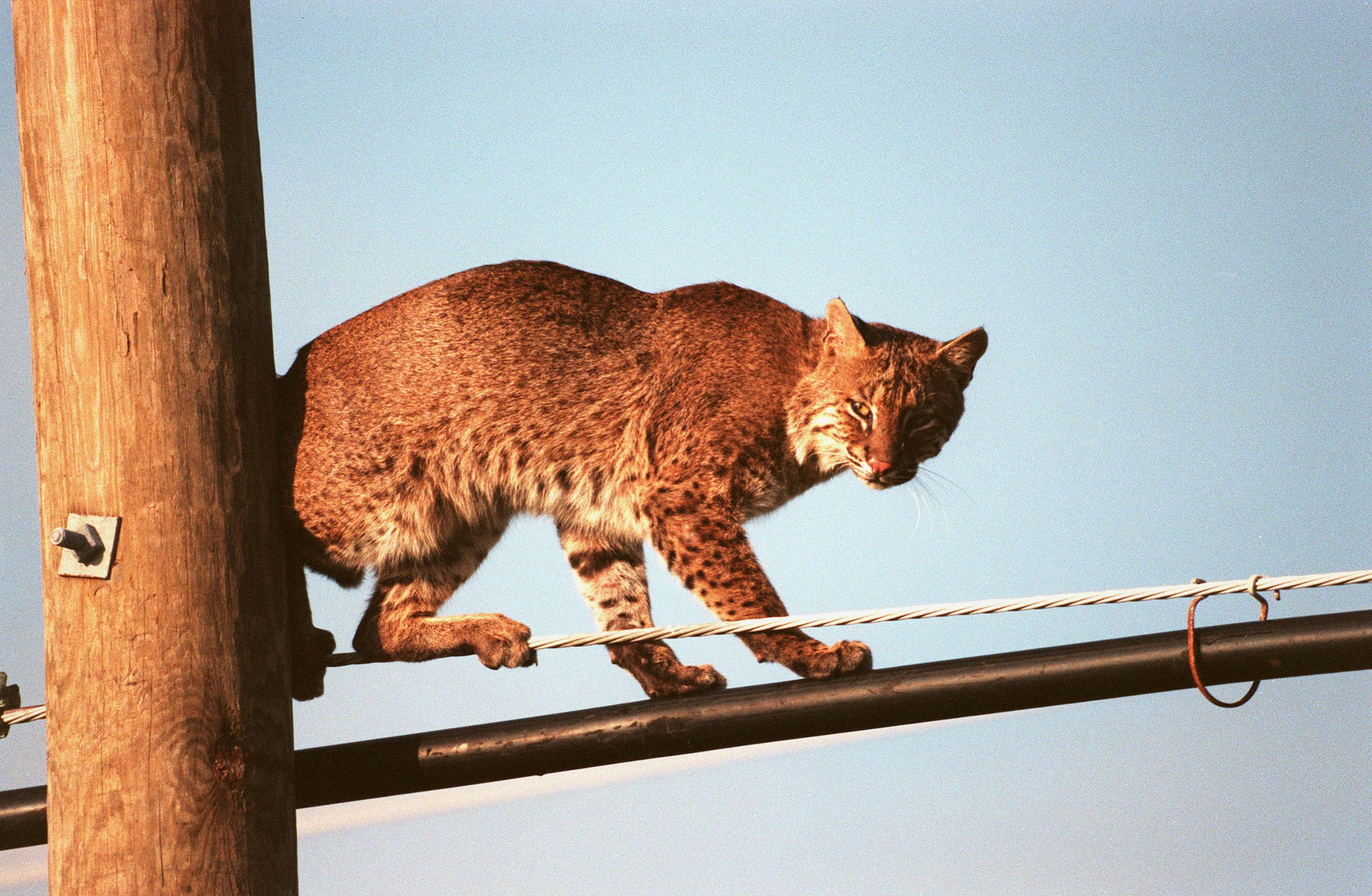
Рысь в городской среде.

Рыжая рысь — хорошо адаптируемый вид. Она предпочитает лиственные, хвойные или смешанные леса, но обитает не только в них. Вид простирается от влажных болот Флориды до пустынных земель Техаса или труднопроходимых горных районов. Рыжая рысь обитает возле сельскохозяйственных угодий, гористой (скальной) местности. Пятнистая шерсть служит хорошим камуфляжем. Популяция рыси зависит в первую очередь от численности добычи. Другие основные факторы при выборе типа среды обитания включают в себя возможность получить защиту от суровой погоды, наличие мест для отдыха и берлог, надёжных укрытий и мест для охоты, а также отсутствие иных внешних беспокоящих рысь факторов.
Ареал рыжей рыси, похоже, ограничен не человеческими популяциями, а наличием подходящей среды обитания; только большие, интенсивно возделываемые участки непригодны для этого вида. Животное может появиться на задних дворах в «городской окраине», где развитие человека пересекается с естественной средой обитания. Если рысь преследует собака, она обычно забирается на дерево.
Исторический ареал рыжей рыси простирался от юга Канады до США и на юг до мексиканского штата Оахака, и он до сих пор сохраняется на большей части этой территории. В XX веке считалось, что рысь исчезла со Среднего Запада США и некоторых частей северо-востока, включая южную Миннесоту, восточную Южную Дакоту и большую часть Миссури, в основном из-за изменений среды обитания в результате расширения земель под нужды сельского хозяйства. Хотя считалось, что в западной части Нью-Йорка и Пенсильвании рыжая рысь больше не обитает, в конце 2010-х годов были зарегистрированы факты её многочисленных появлений (включая мертвые тела) в южном ярусе и центре штата Нью-Йорка, а в 2018 году рыжая рысь была поймана на туристическом катере в центральном районе Питтсбурга. Кроме того, рысь фиксировали в северной Индиане. В 2008 году одна особь была убита недалеко от Альбиона в Мичигане. В начале марта 2010 года рыжая рысь была поймана органами по контролю за животными в гараже в центре Хьюстона. К 2010 году рысь, судя по всему, обитала почти во всех штатах (некоторые заселила повторно), встречаясь в 48 из них, кроме Делавэра и Аляски.
Популяция рыжей рыси в Канаде ограничена как из-за толщины снежного покрова, так и из-за присутствия канадской рыси. Рыжая рысь не любит глубокого снега и пережидает непогоду в защищенных местах. У рыжей рыси нет таких широких, мягких, с густым мехом защищающим подушечки, лап, которые действуют как снегоступы, которые есть у канадской рыси, из-за чего рыжая рысь не может так же эффективно распределять свой вес на снегу. Тем не менее рыжая рысь успешно конкурирует там, где её ареал совпадает с ареалом более крупных кошачьих. Вытеснение канадской рыси рыжей рысью наблюдалось там, где они соседствуют в Новой Шотландии и других канадских территориях, в том числе потому что канадская рысь старается избегать схваток с рыжей рысью и обычно спасается бегством. Из-за вырубки хвойных лесов для ведения сельского хозяйства канадская рысь была вытеснена на север, её ареал заселила рыжая рысь. В северной и центральной Мексике рыжая рысь обитает в сухих кустарниках и сосновых и дубовых лесах; её ареал заканчивается в тропической южной части страны.

## Образ жизни и питание
Рыжая рысь встречается как в субтропических лесах, так и в засушливых пустынных районах, на заболоченных низменностях, хвойных и широколиственных лесах и даже в культурном ландшафте и окрестностях больших городов. Хотя рыжая рысь хорошо лазает по деревьям, она забирается на них только в поисках пищи и убежища.
Рыжая рысь ведёт сумеречный образ жизни. Рысь охотится с несколько часов с момента захода солнца примерно до полуночи, а затем снова активизируется к предрассветному времени. Каждую ночь средняя особь перемещается от 3 до 11 километров по своему обычному маршруту. Это поведение может меняться в зависимости от времени года, поскольку рыси становятся дневными охотниками осенью и зимой, когда добыча становится более активной днём в более холодную погоду.
Основная пища рыжей рыси — американский кролик. Питается также змеями, мышами, крысами, сусликами и дикобразами. Порой нападает на птиц (диких индеек, домашних кур) и даже на белохвостых оленей. Изредка — на мелких домашних животных.
Естественные враги рыжей рыси — другие хищники семейства кошачьих: ягуары, пумы и канадская рысь.

### Социальная структура и ареал

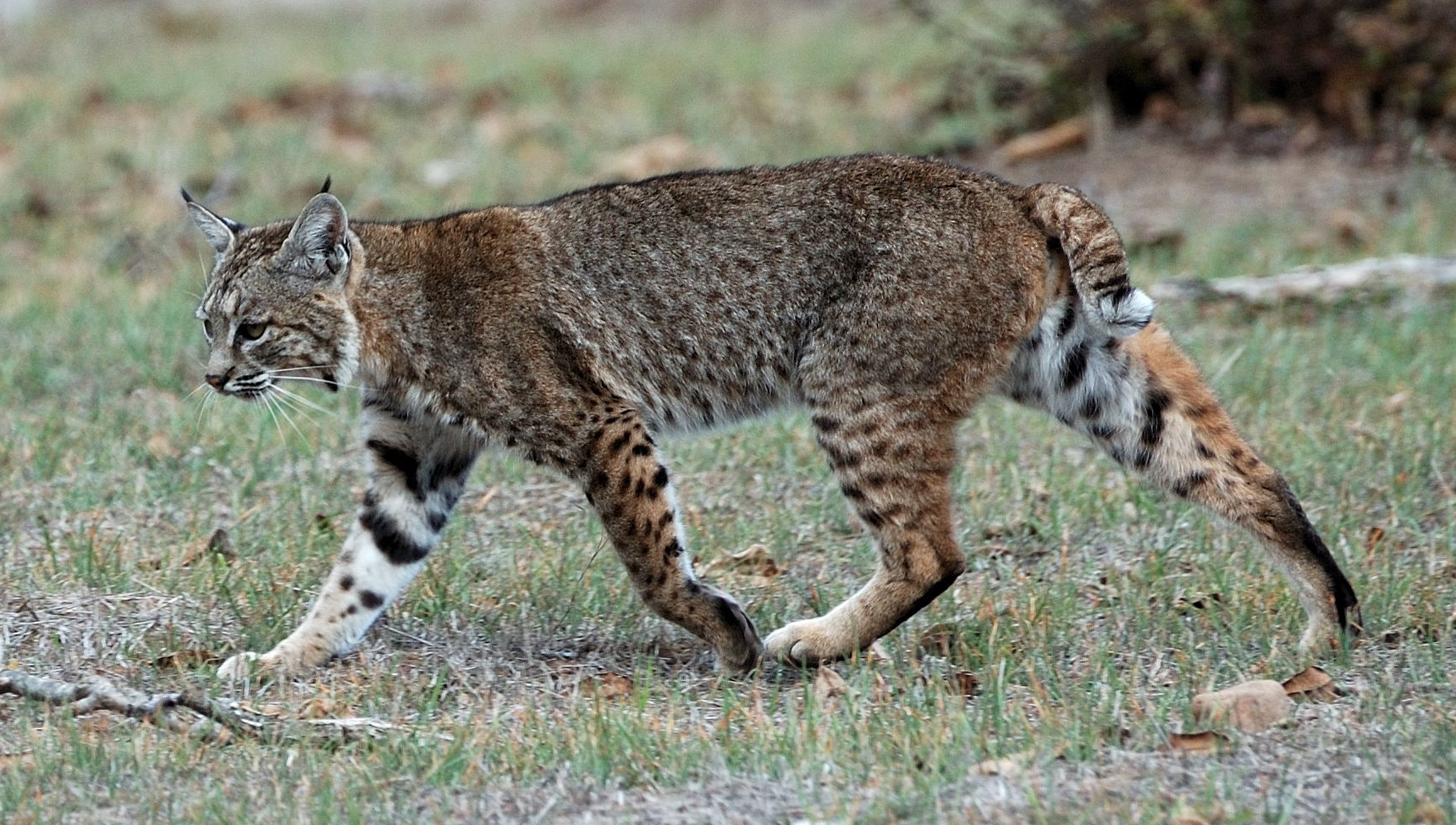
Рыжая рысь в Калифорнии

Деятельность рыжей рыси ограничена четко определёнными территориями, размеры которых различаются в зависимости от пола и распределения добычи. Домашний ареал метится фекалиями, мочой и царапаньем видимых деревьев в этом районе. На своей территории рысь имеет множество укрытий, обычно основное логово и несколько вспомогательных укрытий на внешней границе своего ареала, таких как полые бревна, заросли кустарников или щели под скальными выступами. Само логово сильно пахнет рысью.
Размеры ареалов рыси значительно различаются и колеблются в пределах 0,6-326 км². Одно исследование в Канзасе показало, что у самцов площадь охотничьих территорий составляла примерно 21 км², а у самок — менее половины этой площади. Было обнаружено, что у некоторых особей рыси ареал составлял 57 км², при не очень чётко определённых границах. Молодые особи имели меньший ареал, около 8 км². Уход подальше от места рождения был наиболее выражен у самцов.
Данные о сезонных изменениях размера ареала неоднозначны. Одно исследование обнаружило большие различия в размерах ареалов самцов: от 41 км² летом до 104 км² зимой. Согласно другому исследованию, самки рыси, особенно репродуктивно активные, расширяли свой ареал зимой, а самцы просто перемещали свой ареал, не расширяя его, что согласуется с многочисленными более ранними исследованиями. Другие исследования, проведенные в различных штатах показали незначительные сезонные колебания или их отсутствие.
Как и большинство кошачьих, рысь в основном ведет одиночный образ жизни, но ареалы вида часто пересекаются. Что необычно для кошек, самцы более терпимы к совпадению с чужими ареалами, в то время как самки редко забредают на чужие территории. Учитывая меньшие размеры ареалов, две или более самок могут проживать в пределах домашнего ареала самца. Когда несколько территорий перекрываются, тогда часто устанавливается иерархия, что приводит к изгнанию некоторых низкодоминантных (обычно более молодых) рысей с более богатых добычей мест.
Хотя оценки численности рысей на среднем ареале сильно различаются, плотность популяции может быть от одной до 38 рысей на 26 км². В среднем плотность оценивается в одну рысь на 13 км². Наблюдается прямая корреляция между плотностью популяции и соотношением полов. На перенаселённом ареале в Калифорнии соотношение полов составляло 2,1 самца на самку. Когда плотность уменьшилась, соотношение полов изменилось до 0,86 самца на самку. В другом исследовании наблюдалось аналогичное соотношение, и было предположено, что самцы могут лучше справляться с возросшей конкуренцией, и это в итоге снижало рождаемость.

### Охота и питание

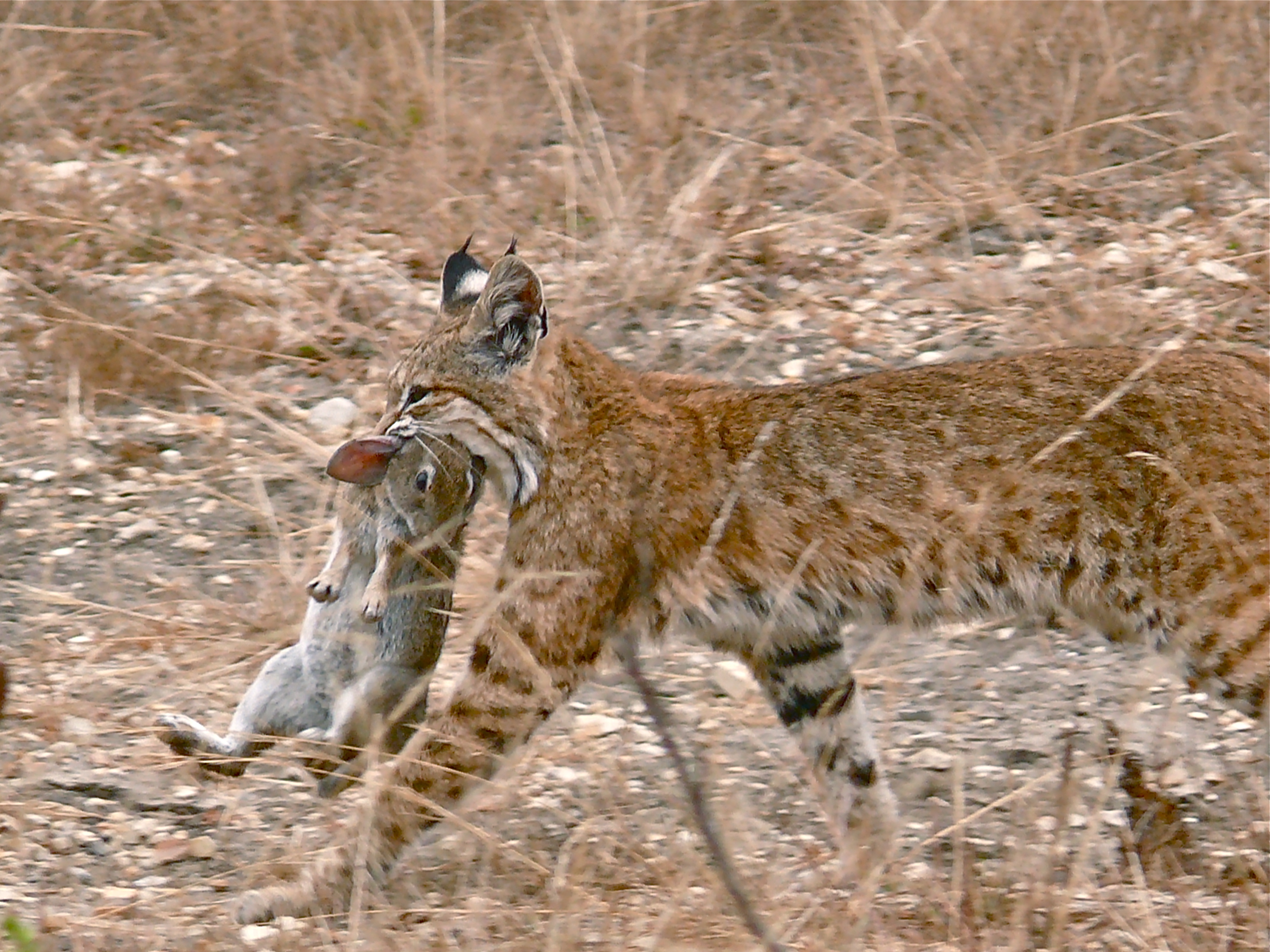
Рыжие рыси охотятся на кроликов, зайцев и грызунов

Рыжая рысь может долгое время обходиться без еды, но когда добычи в избытке — питается обильно. В скудные периоды часто охотится на более крупных животных, которых может убить и возвращаться к их телам потом, чтобы доесть позже. Рысь обычно преследует свою добычу, а затем устраивает засаду с короткой погоней. Предпочитает в добыче млекопитающих весом около 0,7—6 кг, добыча варьируется в зависимости от региона: на востоке США это флоридский и новоанглийский кролики, на севере — заяц-беляк. Когда эти виды имеются, как в Новой Англии, они и являются основными источниками пищи. На крайнем юге кроликов и зайцев иногда в качестве основного источника пищи заменяют хлопковые хомяки. Птицы размером до взрослого лебедя-трубача также попадают в засады во время гнездования вместе с птенцами и яйцами. Рысь — хищник-генералист, который, в отличие от более специализированной канадской рыси, легко меняет выбор добычи. Диверсификация рациона положительно коррелирует с сокращением численности основной добычи рыси; обилие её основных видов является основным фактором, определяющим общий рацион.
Рыжая рысь охотится на животных разного размера и соответствующим образом корректирует свои методы охоты. На мелких животных, таких как грызуны (включая белок, кротов, ондатр, мышей), птиц, рыб, включая мелких акул и насекомых. Рысь охотится в богатых добычей местах, где в засаде выжидает подхода жертвы. Затем она набрасывается на добычу и хватает её острыми втягивающимися когтями. Более крупных животных, вроде гусей, уток, кроликов и зайцев, рысь выслеживает из укрытия и ждет, пока добыча не подойдет на расстояние от 6 до 11 м, прежде чем броситься в атаку. Реже питается более крупными животными, такими как молодые копытные, и другими хищниками, такими как пеканы (в основном самки), лисами, норками, куницами, скунсами, енотами, маленькие собаками и домашними кошками. Рыси также время от времени охотятся на домашний скот и птицу. Хотя известно, что рысь не охотится на крупный рогатый скот и лошадей, рыси представляют угрозу для более мелких жвачных животных, таких как свиньи, овцы и козы. По данным Национальной службы сельскохозяйственной статистики, в 2004 году рыжие рыси убили 11 100 овец (4,9 % всех смертей от хищников на этого животного). Тем не менее, некоторая часть приписываемых рыжим рысям убийств может быть ошибочна, так как эти животные могут питаться остатками убитого другими хищниками скота.
Известно, что рыжая рысь может убить оленя или парнокопытного, а иногда охотится на лося в западной части США, особенно зимой, когда мало добычи или когда популяции оленей становятся более многочисленными. Одно исследование в Эверглейдс показало, что подавляющее 33 из 39 убийств приходилось на оленят. Согласно данным их Йеллоустонского национального парка, в большинстве случаев (15 из 20) рысь убивала лосят, но ей удавалось и поймать добычу, в восемь раз превышающую её собственный вес. Хищник преследует оленя, часто когда тот лежит, затем бросается и хватает его за шею, прежде чем кусает горло, основание черепа или грудь. В редких случаях рысь убивает оленя, наедается досыта, а затем закапывает тушу под снегом или листьями, часто возвращаясь к трупу ещё несколько раз, чтобы поесть.
Добыча рыжей рыси совпадает с добычей других хищников среднего размера, занимающих аналогичную экологическую нишу. Исследования в штате Мэн показали мало доказательств конкуренции между рысью и койотом или рыжей лисой. Однако другие исследования показали, что популяции рыси могут уменьшаться в районах с высокой популяцией койотов, при этом большая склонность к социальным группа псовых даёт им возможное конкурентное преимущество. Однако у канадской рыси межвидовые отношения влияют на характер распространения; конкуренция со стороны рыжей рыси, предотвратило дальнейшее расширение на юг её ареала.

### Размножение и жизненный цикл

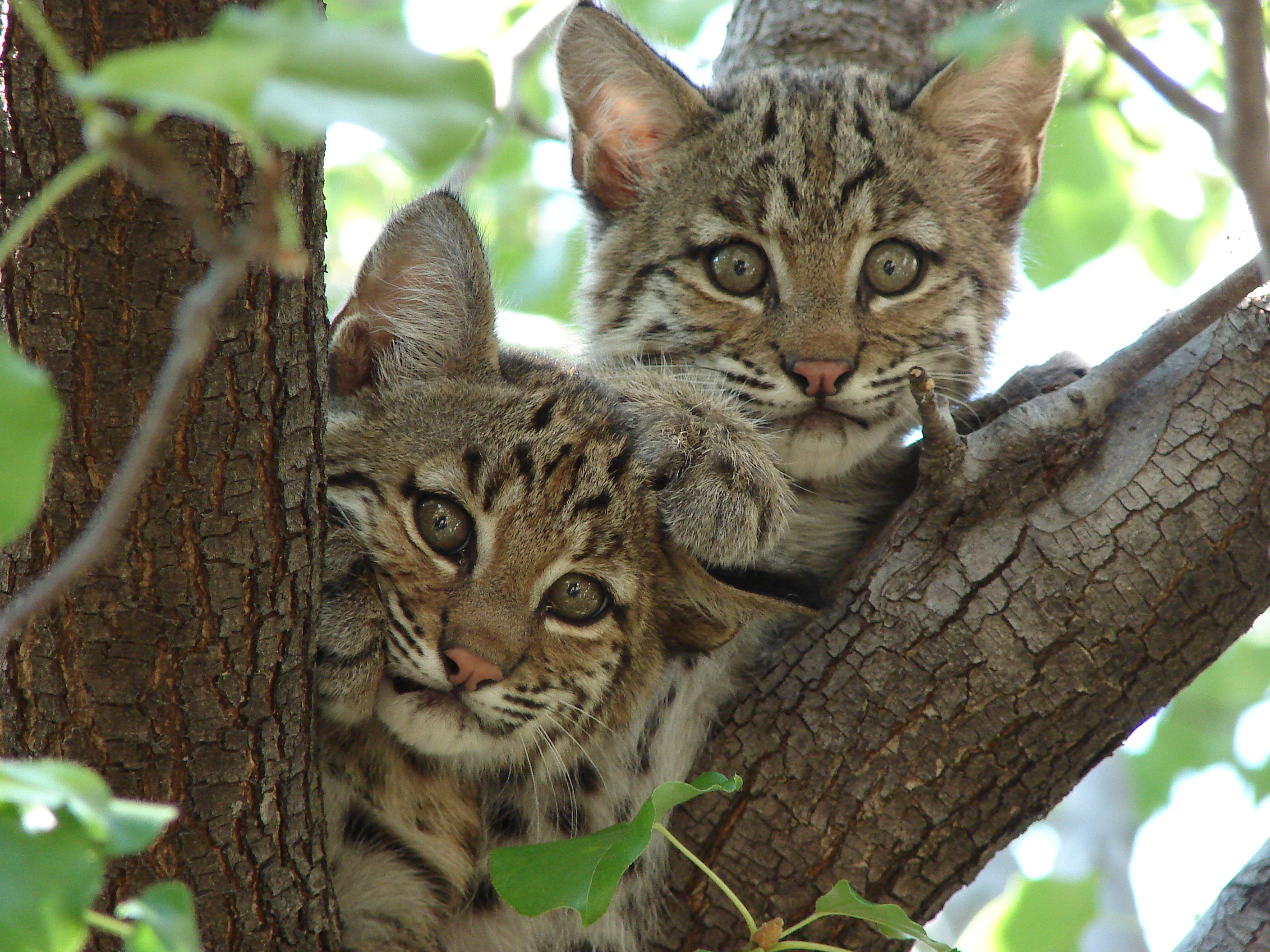
Рысята в июне возрастом в 2-4 месяца.

Средняя продолжительность жизни рыжей рыси составляет 7 лет, но редко превышает 10. Самой старой зарегистрированной дикой рыжей рыси было 16 лет, самая старая рыжая рысь в неволе дожила до 32 лет.
Рыжие рыси обычно начинают размножаться на втором году жизни, хотя некоторые самки могут начать размножаться уже к концу первого года. Сперматогенез начинается каждый год с сентября или октября, самец способен к оплодотворению до лета. Доминирующий самец спаривается с самкой несколько раз, обычно с зимы до ранней весны; это зависит от локации, но чаще всего спаривание происходит в феврале и марте. Пара может вести себя по-разному, в том числе вести совместную охоту, преследование и устраивание засад. Часть самцов не допускается к размножению более доминантными самцами. Как только самец чует, что самка находится в состоянии готовности к размножению, он хватает её типичной кошачьей хваткой за шею и спаривается. Позже самка может спариваться с другими самцами, а самцы обычно спариваются с несколькими самками. Во время ухаживания вокализация рыси включает крик и шипение. Исследования в Техасе показали, что для размножения рысь должна иметь свой охотничьий ареал; изучаемые животные не имеющие собственного ареала не имели зафиксированного потомства. У самки эстральный цикл составляет 44 дня, а течка длится от пяти до десяти дней. Рыси остаются репродуктивно активными на протяжении всей своей жизни.
Самка воспитывает детенышей одна. В помёте рождаются от одного до шести котят, обычно от двух до четырёх, которые появляются в апреле или мае, примерно через 60-70 дней беременности. Иногда в сентябре самка приносит второй помёт. Самка рожает в замкнутом пространстве, обычно в небольшой норе или берлоге. Котята открывают глаза на девятый или десятый день и начинают исследовать окружающее пространство в четыре недели, прекращая сосать молоко примерно в два месяца. Через три-пять месяцев начинают путешествовать со своей матерью. Они приступают к самостоятельной охоте к концу первого года жизни и обычно вскоре после этого покидают родителей. Однако в Мичигане были примеры, когда молодые особи оставались со своей матерью до следующей весны.

### Природные враги

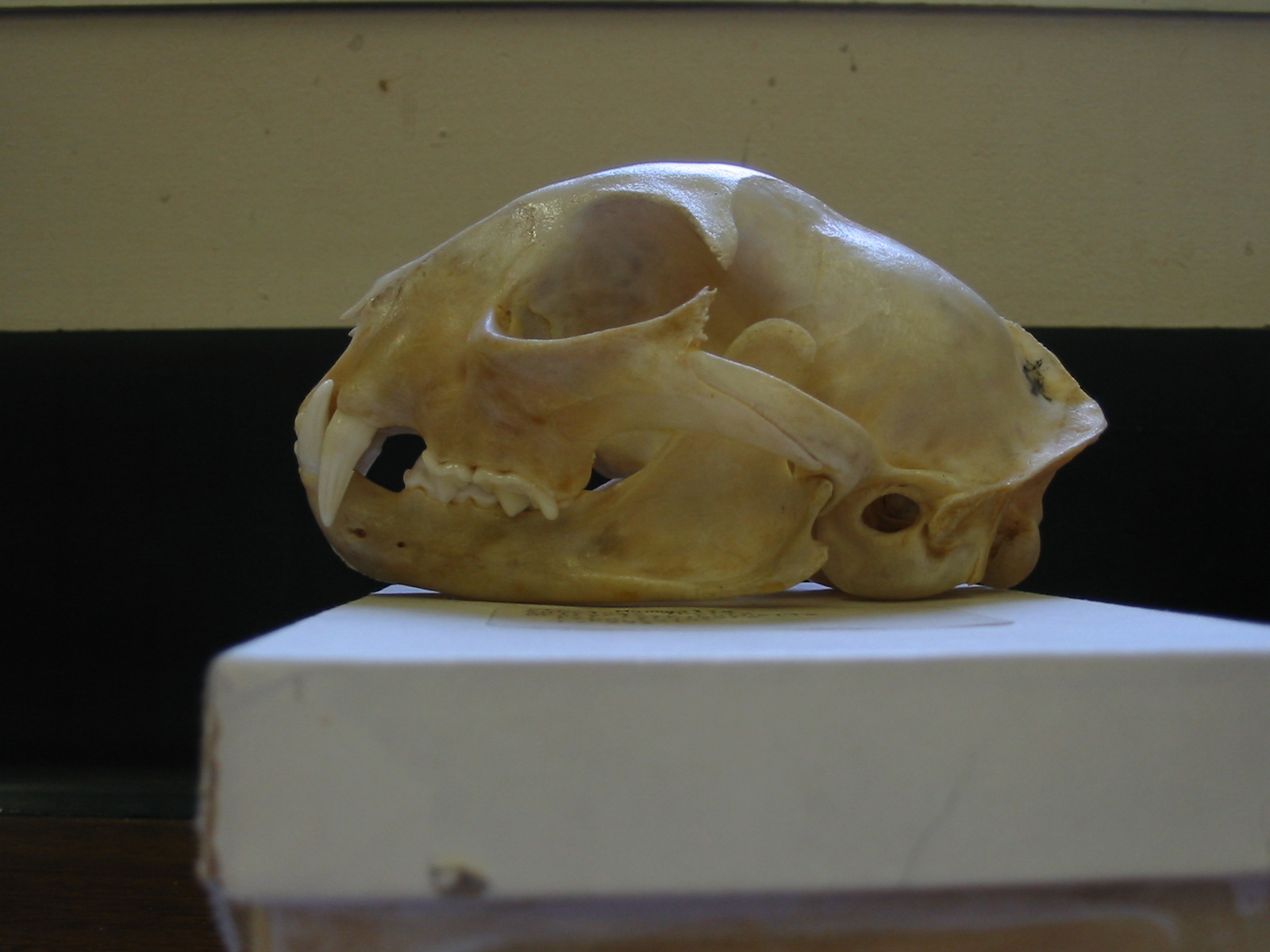
Череп рыжей рыси

У взрослой рыжей рыси относительно мало хищников. Однако иногда она гибнет в межвидовых конфликтах с более крупными хищниками или даже становится объектом их охоты. Пумы и волки убивают рыжую рысь, что неоднократно наблюдалось в Йеллоустонском национальном парке. Койоты также способны убить и взрослую рысь и котят. Задокументирован один случай драки рыси и американского чёрного медведя за тушу мёртвого животного. Как и другие виды рысей, рыжая рысь обычно избегает схваток с медведями, отчасти из-за бесперспективности борьбы с ними за добычу или относительно низкой степени угрозы с их стороны. Останки рыжей рыси находили на местах обитания куниц-рыболовов. На видеозапись на юго-востоке США случайно попадали охотившиеся на взросых рысей американские аллигаторы (Alligator mississippensis). Сообщалось о случаях нападениях на рысь беркутов

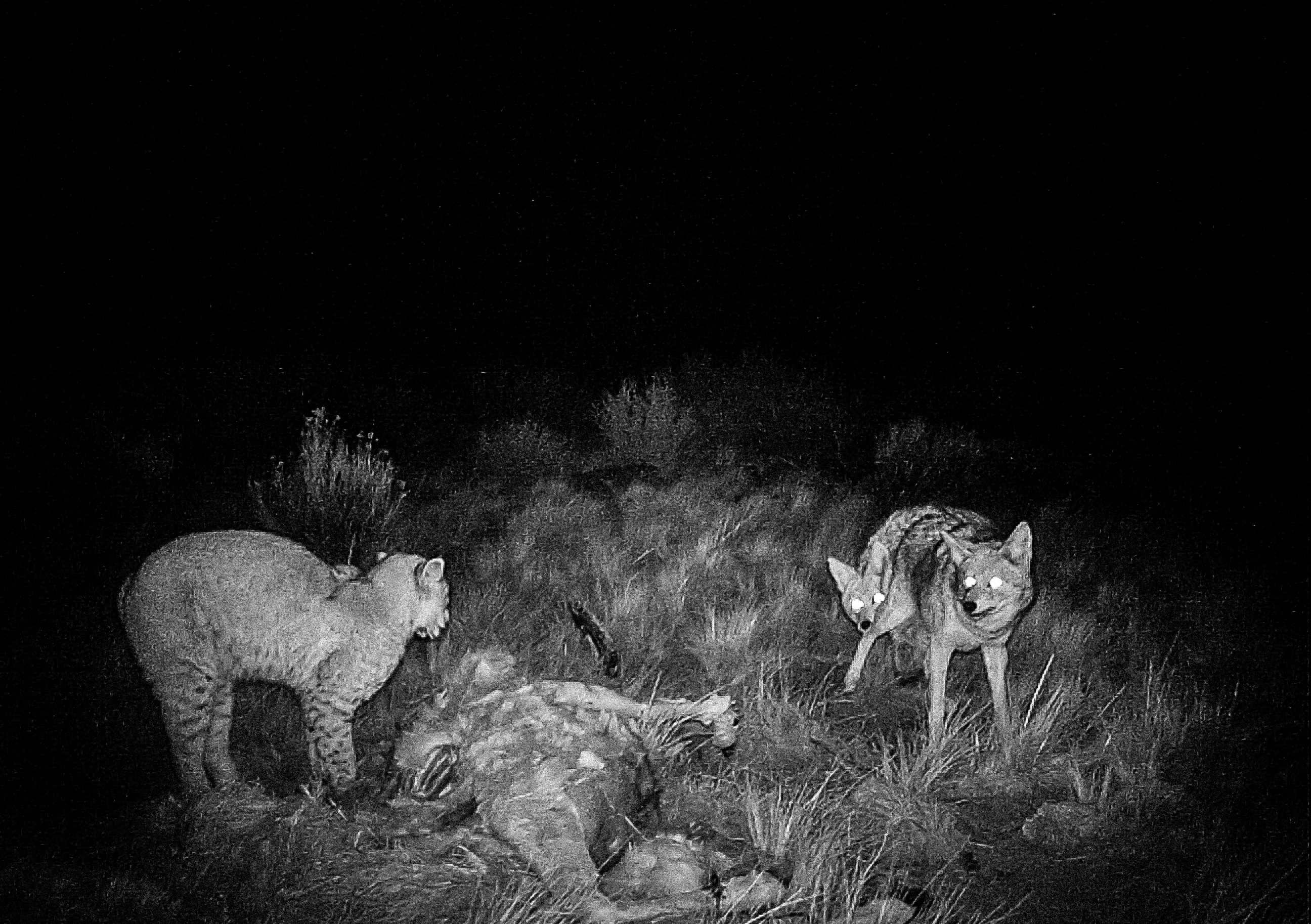
Рысь защищает добычу от двух койотов

Молодые особи рыси подвергаются угрозе со стороны виргинских филинов, орлов, лис и медведей, а также взрослых самцов рыси. Когда популяция добычи невелика, меньшее количество котят достигает зрелого возраста.
Болезни, несчастные случаи, охотники, автомобили и голод являются другими основными причинами смерти рыжей рыси. Молодые особи демонстрируют высокую смертность вскоре после ухода от матерей, при этом всё ещё совершенствуя свои методы охоты. Исследование 15 рысей показало, что среднегодовая выживаемость для обоих полов составляет в среднем 0,62, что соответствует другим исследованиям с показателями 0,56 — 0,67. Фиксировались редкие случаи каннибализма; котят поедали при низком уровне добычи.
У рыси есть внешние паразиты, в основном клещи и блохи, и часто она переносит паразитов своей добычи, особенно кроликов и белок. Внутренние паразиты также распространены у рыси. Одно исследование показало, что средний уровень инфицирования Toxoplasma gondii составлял 52 %, но с большими региональными различиями. К настоящему времени был обнаружен вид клеща Lynxacarus morlani паразитирующий только на рыси. Роль паразитов и болезней в смертности рыси до сих пор неясна, но они могут быть причиной бо́льшей смертности, чем голод, несчастные случаи и хищники.

## В культуре

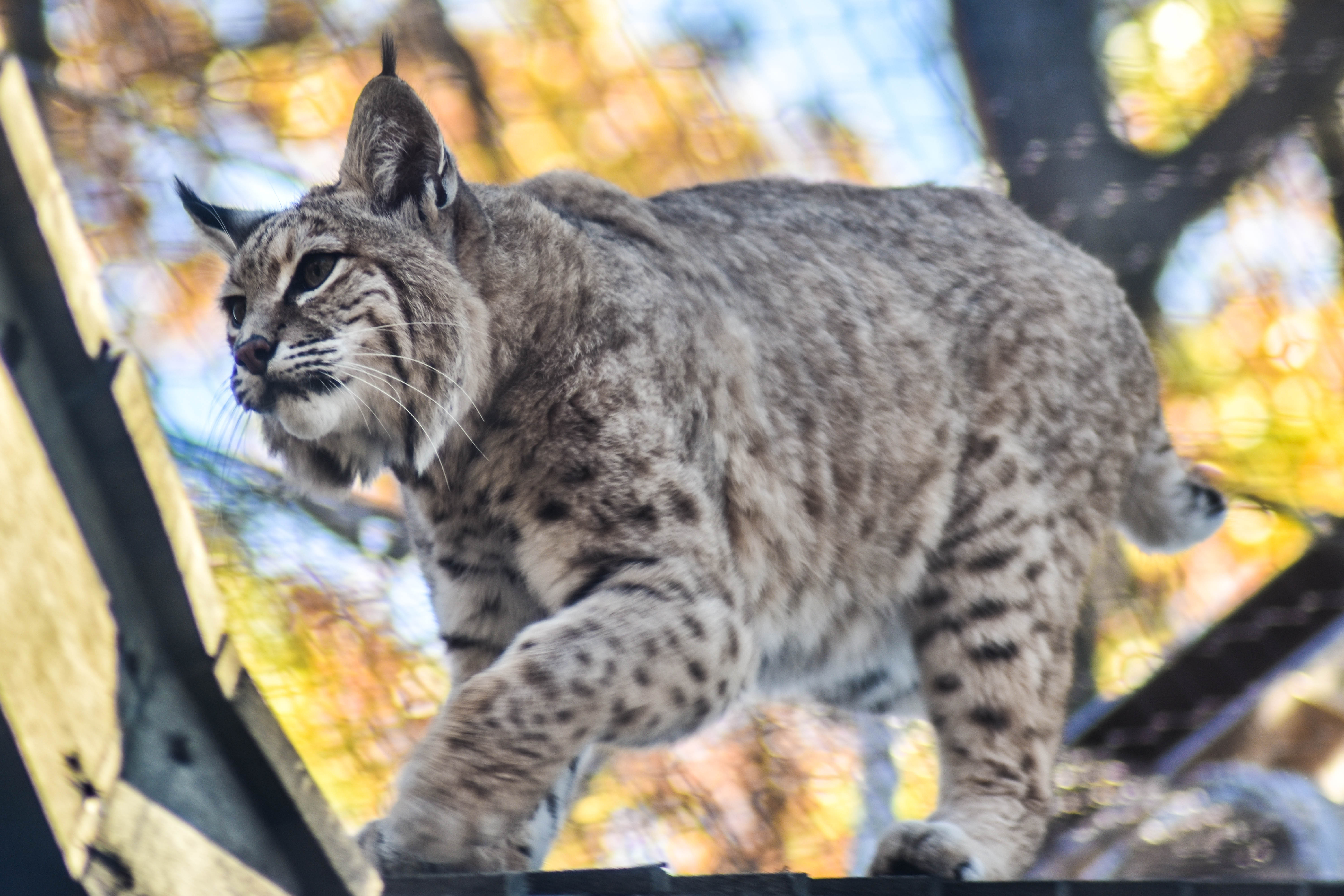
Рыжая рысь в Кливлендском музее естественной истории.

Сюжеты с участием рыси во многих вариациях встречаются в культурах некоторых коренных народов Северной Америки и Южной Америки. Например, сказка народности Не-персе описывает рыжую рысь и койота как враждующих существ, в то же время в другой сказке этого же народа они нейтральны. Клод Леви-Стросс утверждает, что прежняя концепция, представляющая этих животных парой антагонистов, является неотъемлемой темой мифологий Нового Света, но они не являются одинаково сбалансированными фигурами, представляя открытый дуализм, а не симметричную двойственность культур Старого Света. Леви-Стросс предполагает, что последнее является результатом регулярных контактов между европейцами и местными культурами. Кроме того, сюжет с борьбой койота и рыси от Не-персе имеет гораздо большую сложность, в то время как версия об их простой конкуренции, похоже, потеряла первоначальный смысл сказки.
В сказке шауни описывается история появления пятен на мехе рыжей рыси. Рыжая рысь, загнавшая кролика на дерево, поддаётся его уговорам и разводит костёр, чтобы поскорее его поджарить, но в результате прыжка кролика в центр костра угли разлетаются на её мех, оставляя на нём темно-коричневые пятна. Индейцы из пустыни Мохаве считали, что сновидения с рыжей рысью, пумой и иными хищниках придают им охотничьи характеристики, навыки и способности этих животных. Европейские колонисты также восхищались рыжей рысью, как за её свирепость, так и за ловкость. В США она «занимает видное место в антологии …национального фольклора».
Среди могильных артефактов из земляных курганов культуры Хоупвелл, раскопанных в 1980-х годах вдоль реки Иллинойс, был обнаружен полный скелет молодой рыжей рыси вместе с ошейником из костяных подвесок и бусин из ракушек. Тип и место захоронения указывают, что животное было прирученным домашним питомцем или имело сакральное значение. Представители этой культуры практиковали закапывание умерших собак, поэтому кости изначально были идентифицированы как останки щенка, но этих животных обычно хоронили недалеко от жилищ, но не в самих курганах. Это единственное зафиксированное археологическое захоронение с рыжей рысью.
Как узнаваемый и популярный образ обитателя Аппалачей, рыжая рысь Руфус (англ. Rufus the Bobcat) стала маскотом Университета Огайо, получив имя в честь его основателя Руфуса Путнема.

## Галерея

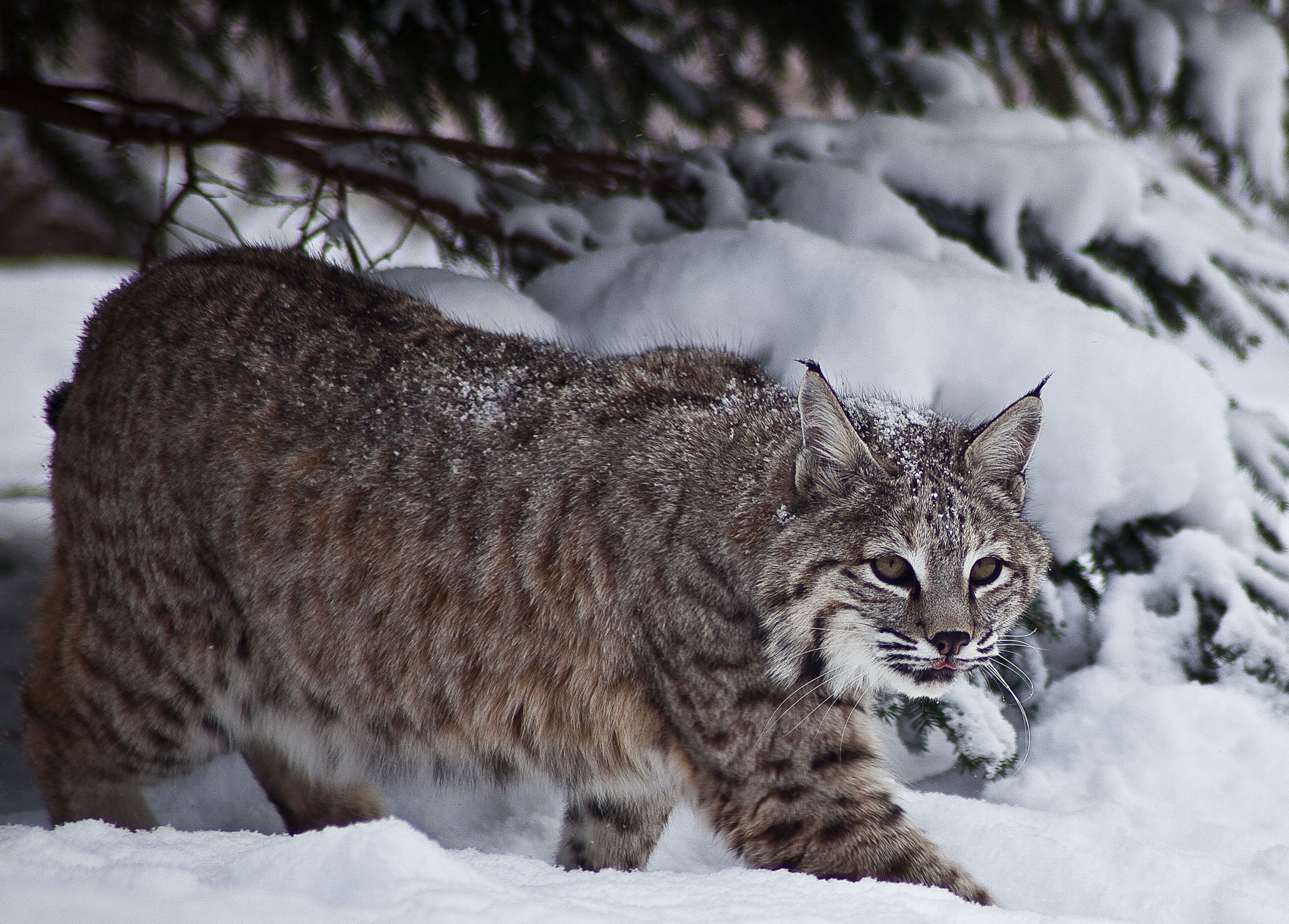
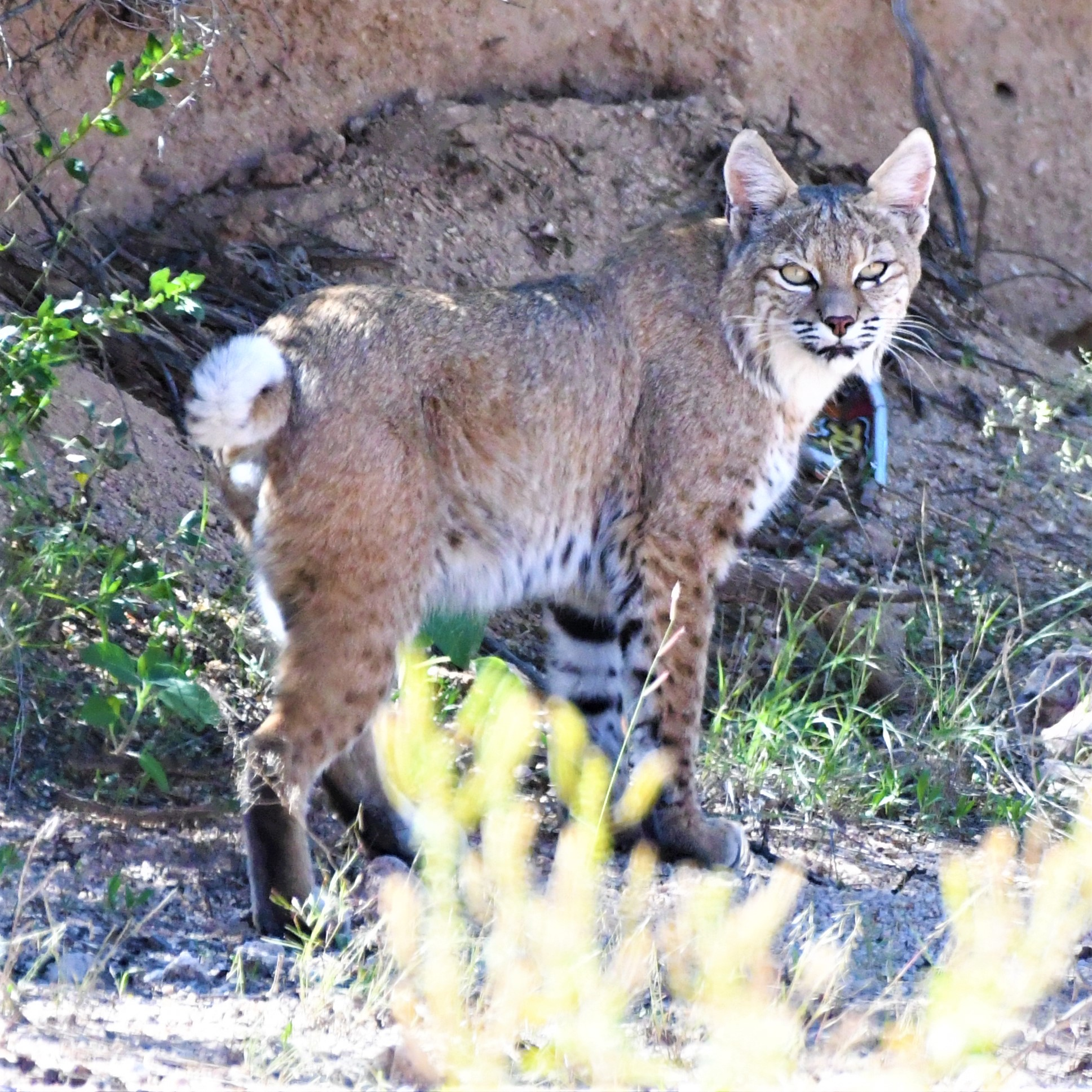
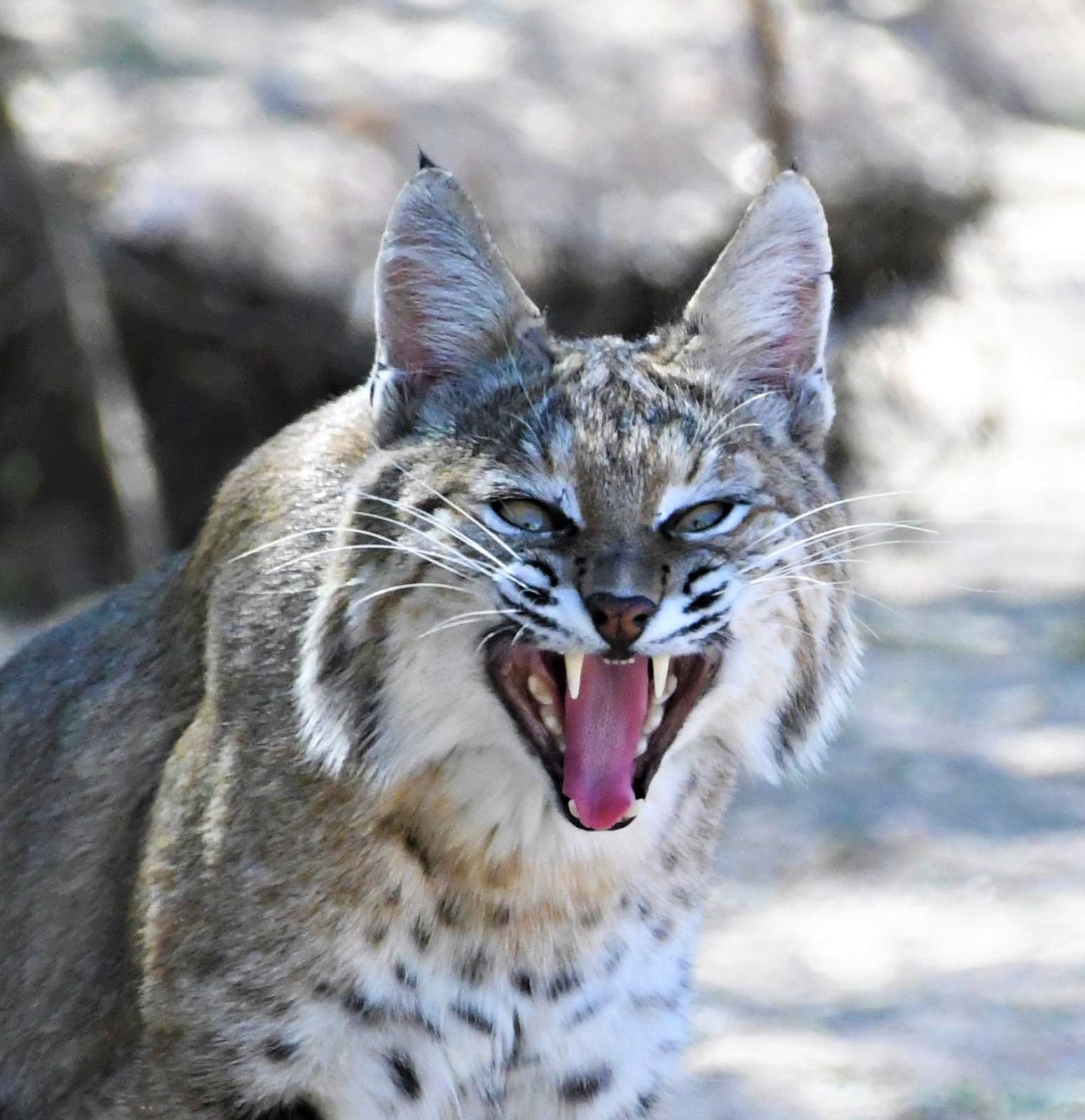
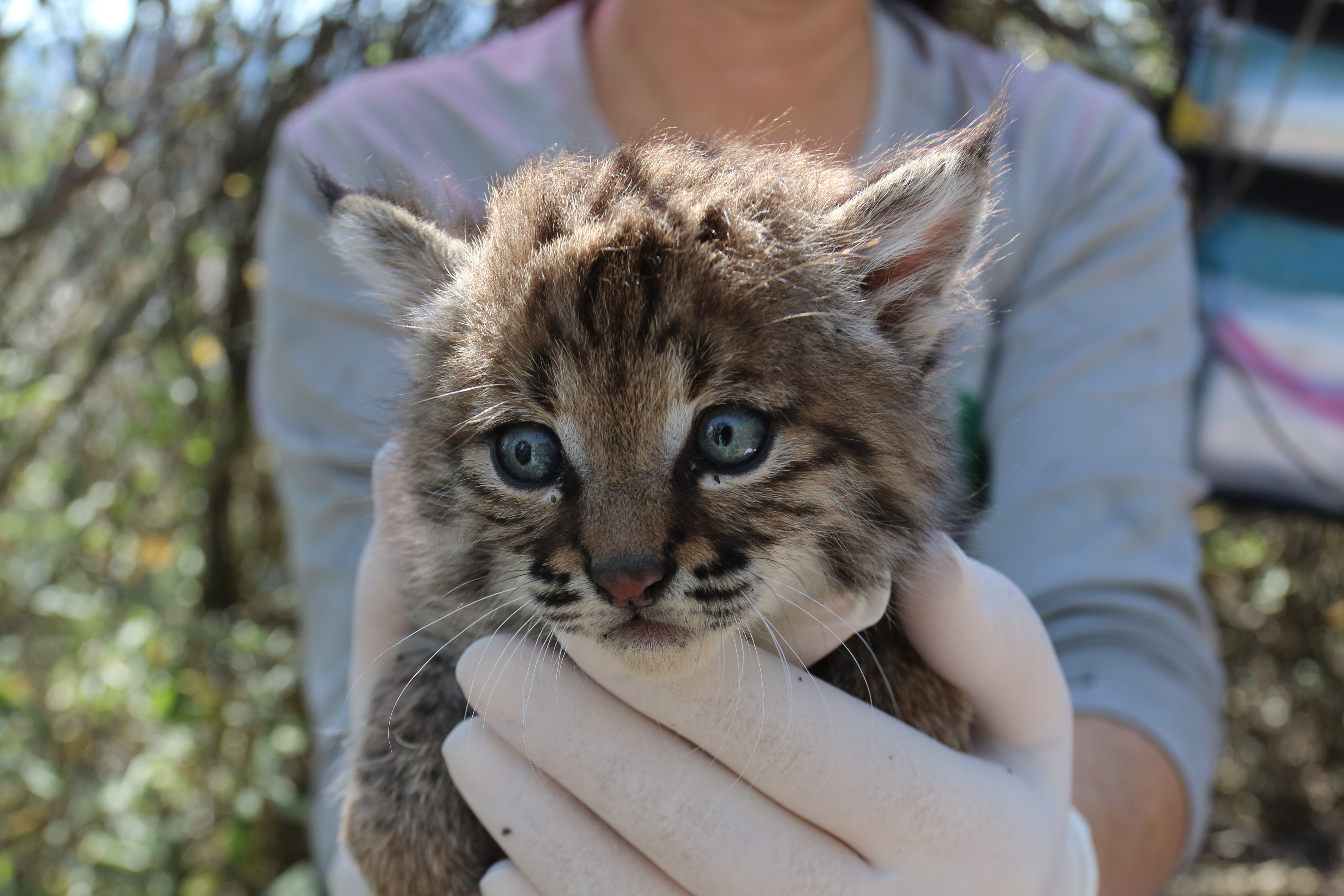
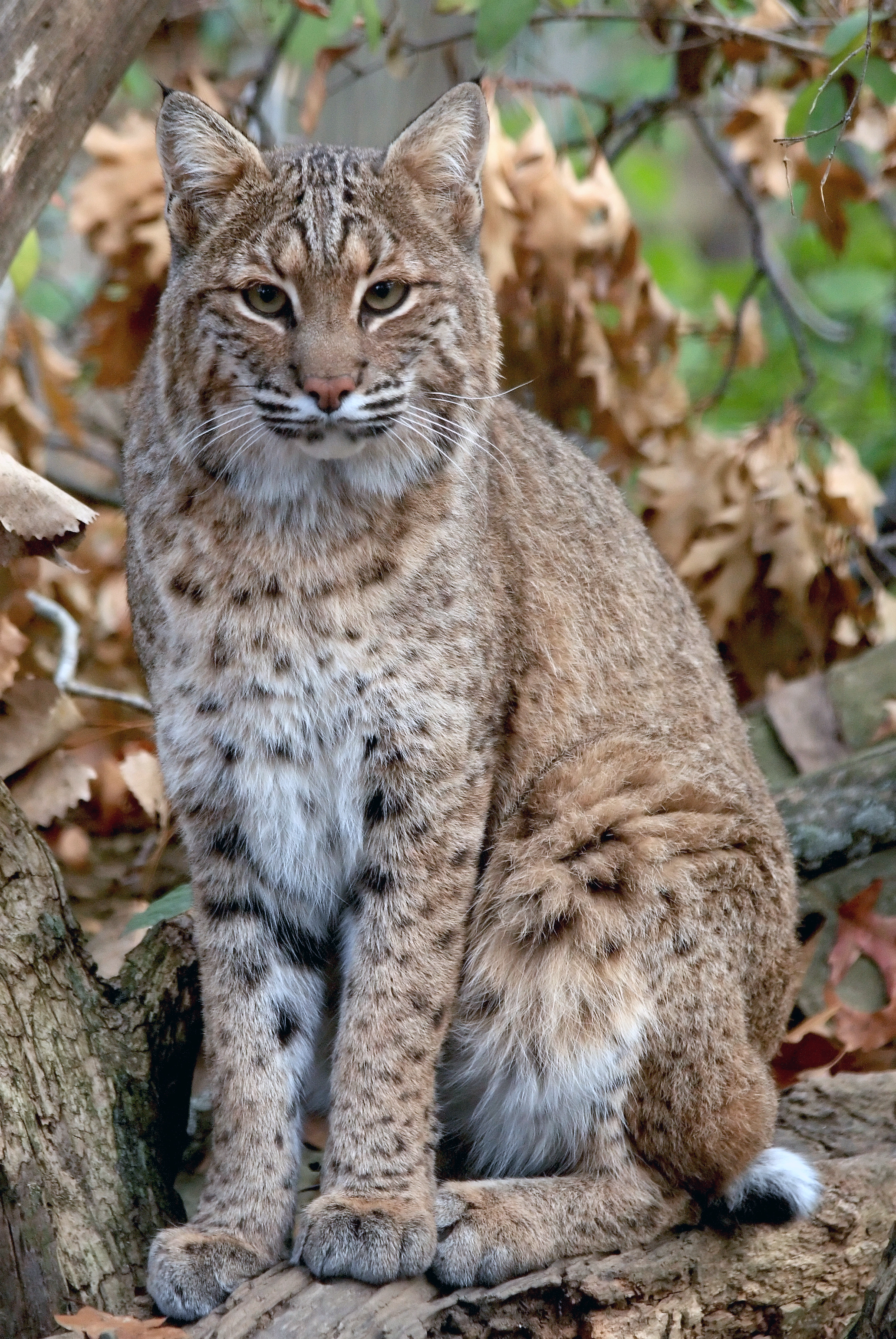
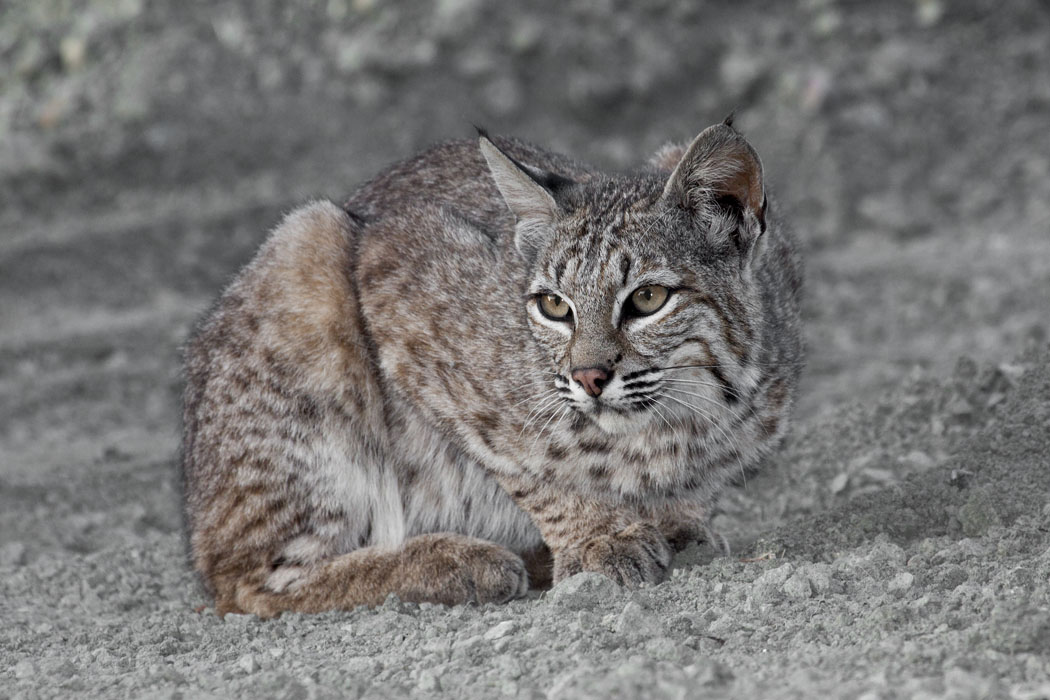
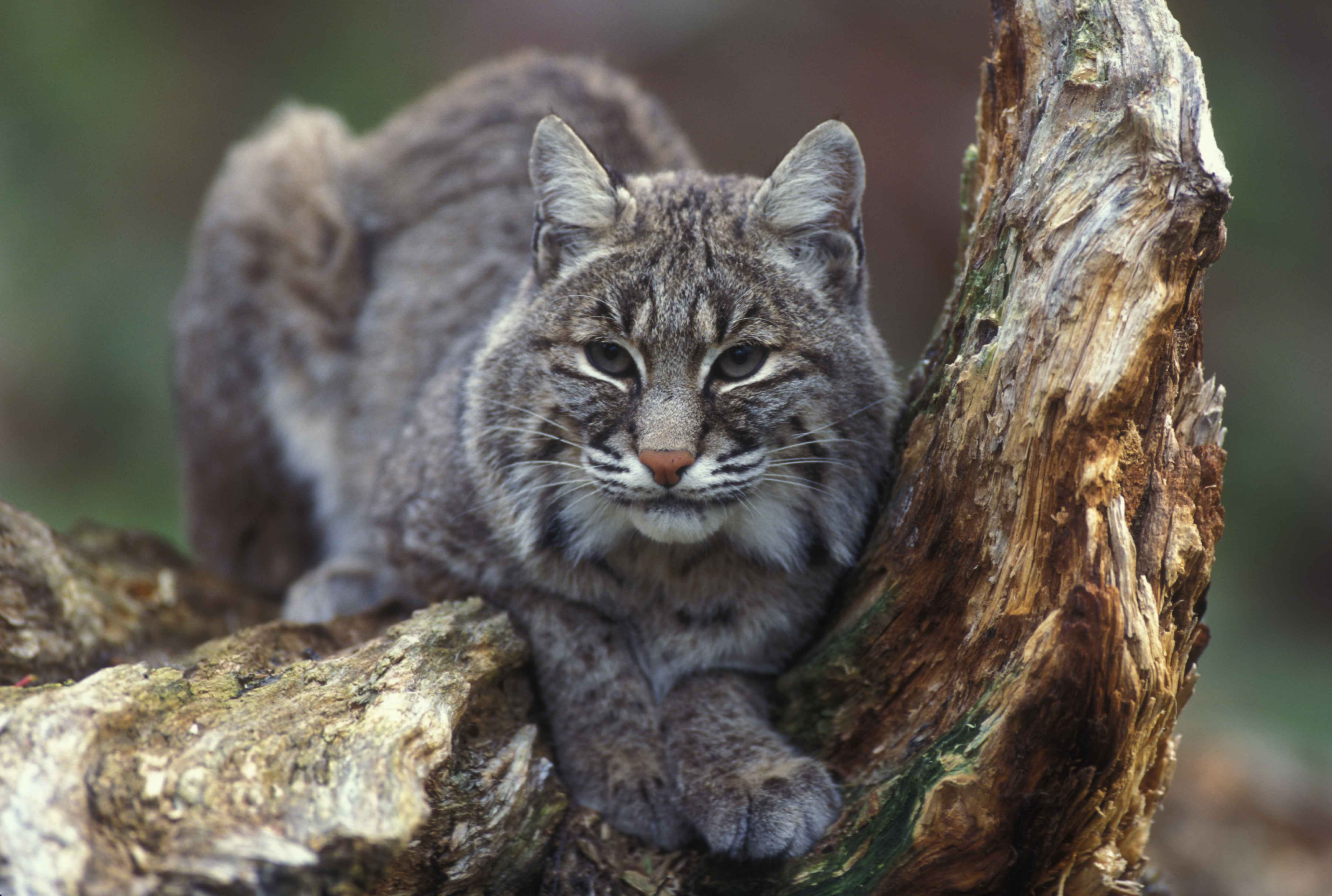
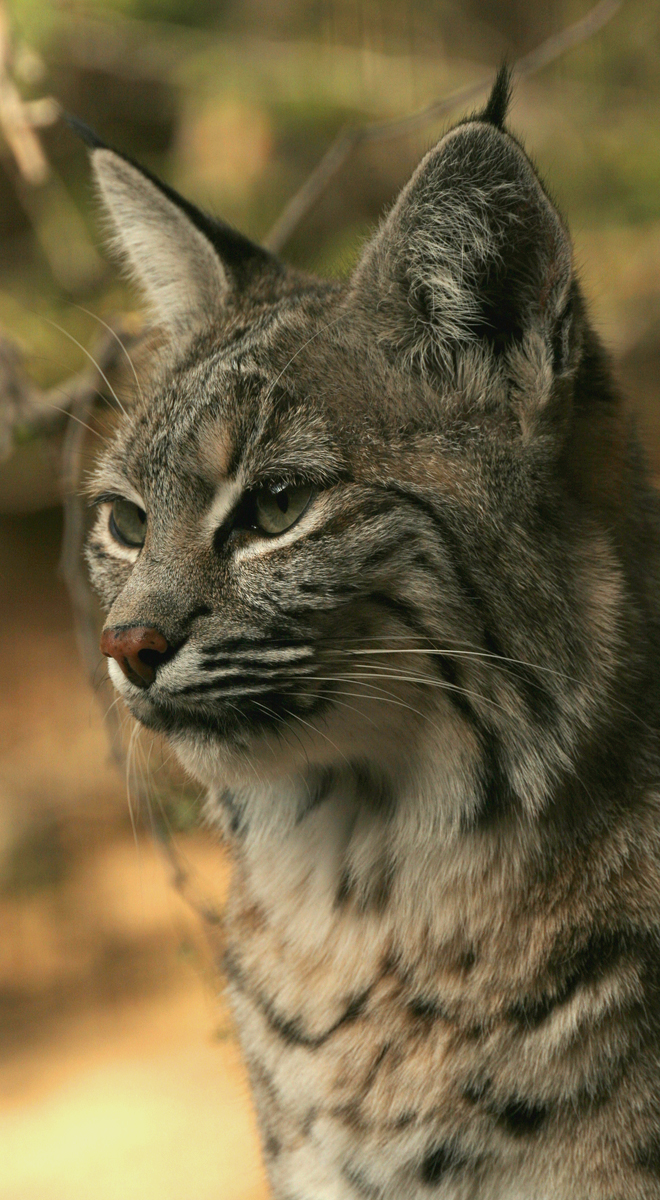